# Bakenesser Kirche

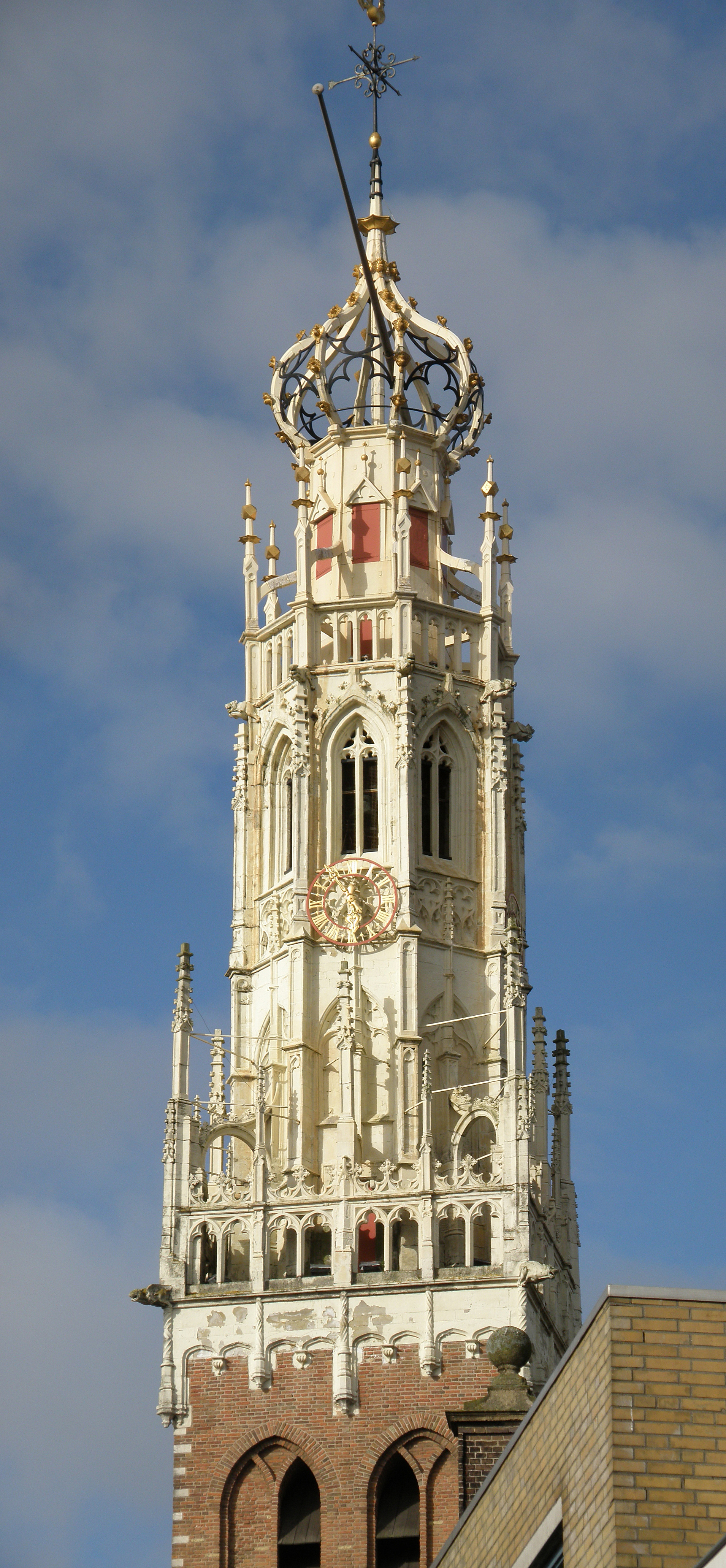
Turm der Bakenesser Kirche

Die Bakenesser Kirche (niederländisch Bakenesserkerk) ist eine Kirche im Zentrum von Haarlem, die sich im Stadtteil Bakenes befindet. Sie ist unter der Nr. 19811 als Rijksmonument eingestuft. Auffällig ist der weiße Turm, der fast identisch ist mit dem Turm der Grote oder Sint-Bavokerk am Grote Markt in Haarlem.

## Geschichte
Die Bakenesser Kirche war ursprünglich eine der Maria geweihte Grabkapelle. Es wird angenommen, dass diese Kapelle aus dem dreizehnten Jahrhundert stammt. Die Kirche selbst stammt wahrscheinlich aus dem fünfzehnten Jahrhundert. Die Westseite der Kirche liegt an der Vrouwestraat, weniger als einen Steinwurf von der Bakenessergracht in Haarlem entfernt. Die Ostseite grenzt an 't Krom, so genannt, weil hier früher die Schwertschmiede lebten. Die Kirche hieß vor der Reformation Onze Lieve Vrouwekapel op Bakenesse. Ursprünglich war die Kirche von Bakenesse eine katholische Kirche, aber während der Reformation ging die Kirche 1577 in die Hände der Reformierten über. Im siebzehnten Jahrhundert wurde die Kirche erweitert: ein zweites Kirchenschiff wurde an der Nordseite hinzugefügt. Der Haupteingang, früher an der Bakenesserstraat, wurde an die Vrouwestraat verlegt. Im neunzehnten Jahrhundert fertigte der Maler Johannes Bosboom eine Reihe von Gemälden des Innenraums der Kirche an.

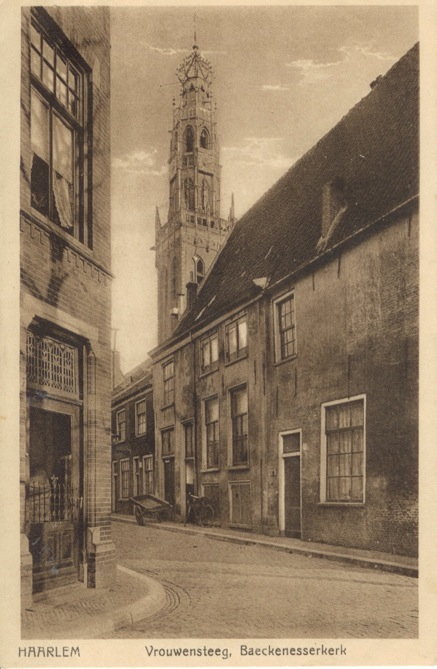
Die Bakenesserkerk um 1900

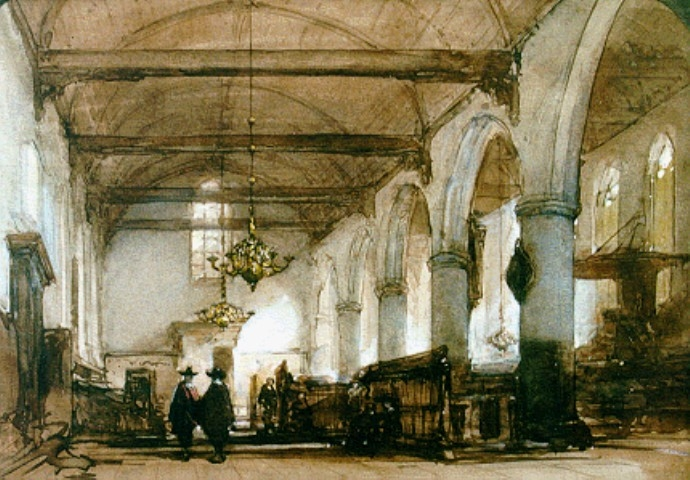
Innenansicht der Kirche um 1850 von Johannes Bosboom

Ab 1779 diente die Bakenesser Kirche auch als Kinderkirche: Hier erhielten die Kinder ihren Religionsunterricht von der reformierten Diakonie. Die Kinder, oft Waisenkinder, mussten die Kindergottesdienste besuchen, andernfalls wurde ihr Taschengeld gekürzt. Die Kindergottesdienste fanden bis in die 1950er Jahre statt. Ein Gedenkstein in der Kirche erinnert noch heute an diese Funktion.
Die heutige Kirche besteht aus zwei Schiffen mit einem Turm an der Westseite. Der älteste Teil ist das Hauptschiff an der Südseite mit einem fünfseitig geschlossenen Chor. Um 1530 erhielt die Kirche einen reich verzierten Turm (siehe den Abschnitt zum Turm). Das gerade Nordschiff, das wahrscheinlich an der Stelle der ursprünglichen Kapelle steht, wurde gegen Ende des sechzehnten Jahrhunderts vom Hauptschiff abgetrennt und mit Häusern ausgebaut. Dieses nördliche Seitenschiff wurde zwischen 1620 und 1639 restauriert und wieder in die Kirche integriert. Das Tor an der Ostseite stammt aus dem Jahr 1620 und wurde im Stil des Haarlemer Baumeisters Lieven de Key errichtet. Das Tor an der Nordseite – heute der Haupteingang – hat auf beiden Seiten ionische Pilaster; dieses Tor stammt aus dem Jahr 1639. An der Westseite, im nördlichen Seitenschiff, ist ein kleines eingebautes Haus mit Kreuzfenstern erhalten geblieben, das heute Teil der Küsterei an der Vrouwenstraat ist. Die Kirche wurde in den Jahren 1930–1934 und 1969–1972 restauriert. Bei der letzten Restaurierung wurde zementhaltiger Mörtel verwendet, mit dem beschädigte Sandsteinteile ausgebessert werden konnten.
Der Innenraum ist geräumig und nüchtern. Im Inneren befinden sich hölzerne Tonnengewölbe mit Zugankern. Die Kirchenschiffe sind durch eine Reihe von Säulen mit Natursteinbändern getrennt. Im Abschluss des Hauptschiffes befinden sich unter dem Gewölbe sechs geschnitzte spätgotische Heiligenstatuen und vier Wandpfeiler mit den Evangelistensymbolen am Boden. Die Kanzel ist mit ionischen Pilastern aus der ersten Hälfte des 17. Jahrhunderts verziert. Die Kirche hatte früher eine Orgel, deren Pfeifenwerk an die Lutherische Kirche in Haarlem sowie an die Dorpskerk Oostvoorne abgegeben wurde.

## Turm
Der Turm der Bakenesser Kirche, der aus dem Jahr 1530 stammt, ähnelt dem Vierungsturm der Grote oder Sint-Bavokerk, der erstere ist weiß, der zweite grau. Sie werden auch Zwillingstürme genannt. Wenn man sich Haarlem von Amsterdam aus nähert, scheint es, als stünden beide Türme nebeneinander. Diese Ähnlichkeit ist nicht zufällig. Im Jahr 1502 fertigte Cornelis de Wael, Baumeister des Doms in Utrecht, einen Entwurf für einen steinernen Vierungsturm für die Grote Kerk in Haarlem an. Nach dem Bau stellte sich heraus, dass die Vierungspfeiler der Grote Kerk das Gewicht des Steinturms nicht tragen konnten. Zwischen 1514 und 1517 wurde der Turm abgerissen, um neben dem einfachen Kirchenschiff der nahe gelegenen Bakenesser Kirche wieder aufgebaut zu werden; diese Geschichte ist jedoch nicht sicher. Die Grote Kerk erhielt einen leichteren Turm in mehr oder weniger gleicher Form, aber aus mit Blei verkleidetem Holz.

## Glocken

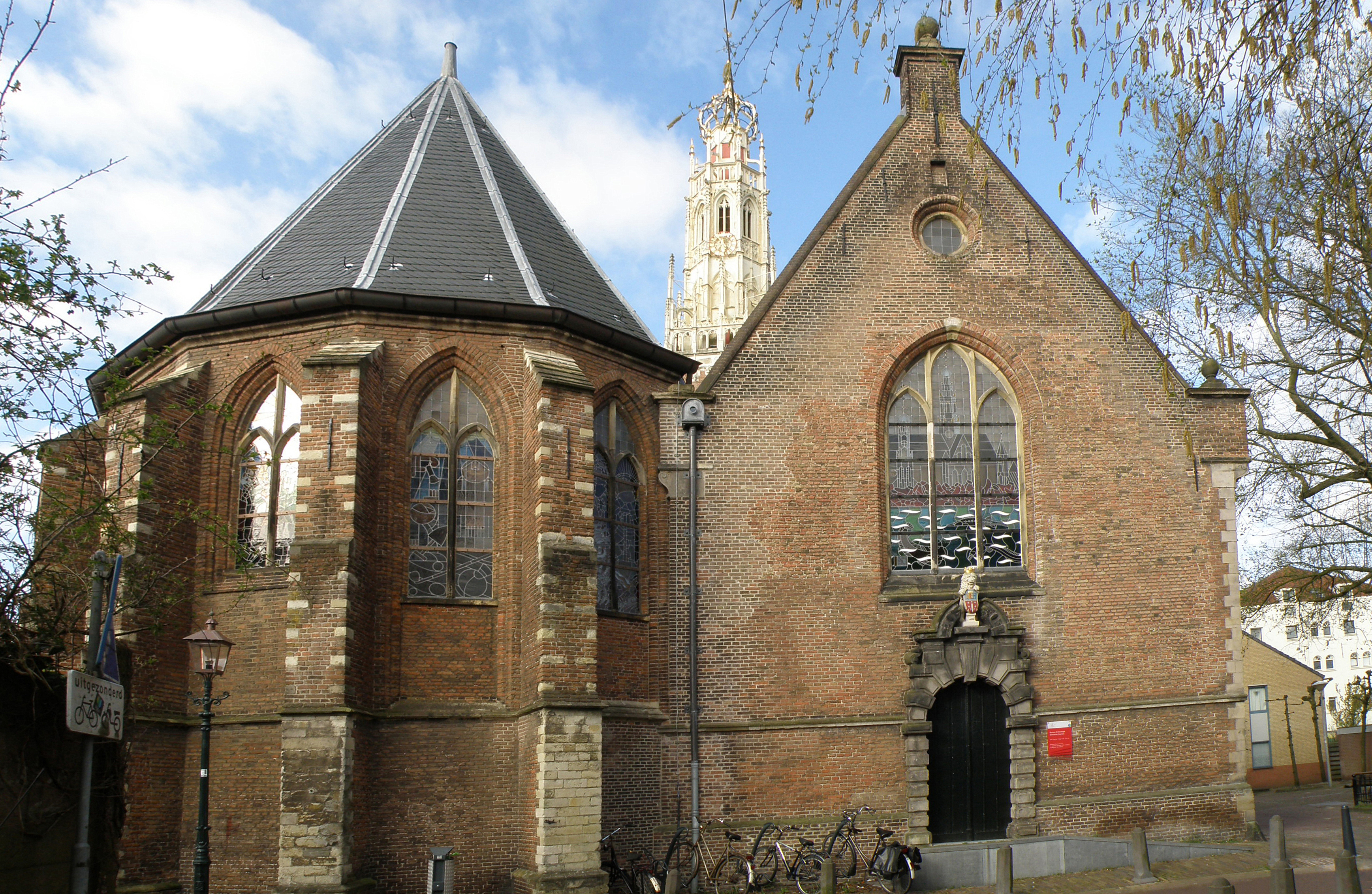
Chor (Ostseite), mit Tor aus dem Jahr 1620

Der Turm hatte ursprünglich ein Glockenspiel von François Hemony aus dem Jahr 1663. Der Turm verfiel und wurde schließlich 1809 von der Stadt verkauft, ebenso wie zuvor 1804 die Glocken und das Glockenhaus der Grote oder Sint-Bavo-Kirche. Zwei Glocken von François Hemony aus dem Jahr 1663 blieben als Pendelglocken im Turm. Während der Restaurierung (1969–1972) wurde ein weiterer Glockensatz installiert, der ebenfalls größtenteils aus Glocken von François Hemony aus dem Glockenspiel der Grote oder Sint-Bavo-Kirche besteht. Die drei kleinsten Glocken wurden im Jahre 1670 von Pieter Hemony gegossen.
Eijsbouts goss 1972 zwei Glocken im Stil von Hemony. Das Glockenspiel wird wöchentlich vom Stadtcarilloneur freitags von 11:30 bis 12 Uhr gespielt. Rien Donkersloot wurde von der Stadt Haarlem in diese Rolle berufen. Einmal im Jahr stellt er außerdem die Spieltrommel so ein, dass sie automatisch zur Ankündigung der Stundenschläge und der anderen Viertelstunden spielt.

## Verfall der Kirche
In der Kirche finden schon lange keine Gottesdienste mehr statt. Der weiße Turm ist im Besitz der Gemeinde Haarlem und wird von ihr unterhalten. Die Kirche selbst wurde 1997 von der reformierten Gemeinde zusammen mit dem Küsterhaus an einen privaten Kunsthändler verkauft. Dieser trennte das Küsterhaus und die Kirche und verkaufte das Küsterhaus separat. Auch Teile der Innenausstattung, wie die Kirchenbänke und die Kronleuchter, wurden verkauft. Die Kirche wurde dann gelegentlich für Ausstellungen und Feste genutzt. Auch ein Gartenarchitekt hatte dort eine Zeit lang sein Büro. Der Eigentümer verkaufte die Kirche 2005 für rund 700.000 Euro an den Amsterdamer Bauträger Minerva, der darin ein Apartmenthaus bauen wollte. Dies erwies sich jedoch als technisch nicht realisierbar. Im Jahr 2007 wurde die Kirche für 1,2 Millionen Euro wieder verkauft. Die privaten Besitzer vernachlässigten die Kirche: Die Mauern zeigten Risse, die Tore bröckelten, die Eisenbeschläge rosteten vor sich hin und das Zinkblech war beschädigt.

## Erhaltung der Kirche
Im Jahr 2007 gründeten Anwohner die Stiftung „Freunde der Bakenesser Kirche“, um die Kirche zu erhalten und ihr zu ermöglichen, eine Rolle im sozialen und kulturellen Leben von Haarlem und Umgebung zu spielen. Im November 2008 kaufte die Gemeinde Haarlem die Kirche, um dort den Haarlemer Archäologischen Dienst unterzubringen. Nach einer Renovierung (2010) wurden wieder Gottesdienste in die Kirche durchgeführt, die teilweise erhalten blieb und teilweise zu einem Arbeitsraum umgebaut wurde, in dem archäologische Funde ausgestellt werden können.